# 鸟格惹
鸟格惹（1968年8月9日—），一译鸟科勒、鸟克惹或鸟格乐，越南政治家，墨侬族。越共中央民运部原常务副部长、越共第十三届中央委员会委员、原得农省委常务副书记。

## 生平
他拥有公共管理学士学位和政治理论高级学位。2015年担任农省委副书记。2016年当选十二届越共中央委员，此前曾是越共第十届、十一届中央委员会候补委员。2018年，任越共中央民运部常务副部长。2021年1月，在常务副部长任上连任本届越共中央委员。同年5月辞去常务副部长职务，转任曾担任的得农省委副书记。2023年8月，越南共产党中央检查委员会第31次会议宣布经查，其“缺乏修养和训练，违反道德品质和生活作风；违反党员禁令和表率责任，影响党组织和个人声誉”。
同年10月，鸟格惹辞去中央委员职务。2024年4月宣布其于5月1日起“退休”。